# Coppa UEFA 2013-2014 (calcio a 5)
La Coppa UEFA 2013-2014 è stata la 13ª edizione del torneo continentale riservato ai club di calcio a 5 vincitori nella precedente stagione del massimo campionato delle federazioni affiliate alla UEFA. La competizione si è disputata tra il 27 agosto 2013 e il 26 aprile 2014 e avrebbe dovuto coinvolgere 49 squadre, scese tuttavia di un'unità dopo la rinuncia dei montenegrini del Jedinstvo B.P., inseriti nel gruppo B del turno preliminare. I campioni in carica del Qairat e le prime tre squadre del ranking UEFA, cioè Barcellona, Dinamo Mosca e Sporting Lisbona, accedono direttamente al turno élite. Nella finale giocata a Baku, il Barcellona ha battuto dopo i tempi supplementari i russi della Dinamo Mosca, in una sorta di riedizione della finale della Coppa UEFA 2011-12.

## Formula
La competizione prevede tre fasi a girone e una a eliminazione diretta. Nel turno preliminare, le 28 squadre dal coefficiente UEFA più basso sono distribuite, tramite sorteggio, in otto gironi, ognuno dei quali è ospitato da uno dei club. Ciascuna squadra affronta tutte le altre una sola volta; la prima classificata si qualifica al turno successivo. Anche il turno principale e quello élite sono articolati allo stesso modo. Tuttavia, nel turno principale anche la seconda classificata di ciascun girone si qualifica al turno élite. La fase a eliminazione diretta si articola in semifinali, finale e finale per il terzo posto, da giocare in una sede unica. Qualora al termine delle semifinali e della finale le squadre siano in parità, saranno giocati due tempi supplementari e, perdurando la stessa, i tiri di rigore. La finale per il terzo posto non prevede i supplementari: in caso di parità al termine del tempo regolamentare, la vincitrice sarà determinata direttamente dai tiri di rigore.

## Turno preliminare

### Gruppo A
| Squadra         | P.ti | G | V | N | P | GF | GS | DR  |
| --------------- | ---- | - | - | - | - | -- | -- | --- |
| Sporting Parigi | 6    | 2 | 2 | 0 | 0 | 25 | 0  | +25 |
| Lexmax          | 3    | 2 | 1 | 0 | 1 | 4  | 8  | -4  |
| Nautara         | 0    | 2 | 0 | 0 | 2 | 0  | 21 | -21 |

| Arbitri: | Borislav Kolev Petar Mantev Elçin Məmmədov |

|  |           |                                          |
|  | Marcatori | 22'46'’, 37'08'’, 37'18'’, 39'29'’ Obadă |

| Arbitri: | Petar Mantev Elçin Məmmədov Borislav Kolev |

|  |           |                                                                                                  |
|  | Marcatori | 2'12'’, 6'57'’, 25'24'’ Diogo 20'09'’, 24'54'’ Juanillo 21'35'’, 23'33'’ Teixeira 38'14'’ Newton |

| Arbitri: | Elçin Məmmədov Borislav Kolev Petar Mantev |

| |           |  |
| Teixeira 2'21'’, 3'23'’, 11'50'’, 24'15'’, 24'26'’, 33'59'’, 39'51'’ Betinho 2'30'’, 4'47'’, 22'05'’, 36'28'’, 36'48'’ Diogo 7'15'’, 17'46'’, 28'45'’, 37'50'’ (rig.) Rondón 27'12'’ | Marcatori |  |

### Gruppo B
| Squadra        | P.ti | G | V | N | P | GF | GS | DR  |
| -------------- | ---- | - | - | - | - | -- | -- | --- |
| Baku United    | 6    | 2 | 2 | 0 | 0 | 11 | 1  | +10 |
| Wisła Cracovia | 3    | 2 | 1 | 0 | 1 | 5  | 7  | -2  |
| Ali Demi       | 0    | 2 | 0 | 0 | 2 | 1  | 9  | -8  |

| Arbitri: | Mario Bohun Stéphane Deraeve Simon Todorovič |

|                                                                         |           |  |
| Vakhula 6'25'’ R. Gomes 7'40'’, 29'51'’ Neutzling 12'22'’ Czech 33'34'’ | Marcatori |  |

| Arbitri: | Swen Eichler Simon Todorovič Mario Bohun |

|              |           |                                                           |
| Kadiu 3'18'’ | Marcatori | 0'31'’, 11'03'’ A. Pereira 27'26'’ Xavier 37'57'’ Marcelo |

| Arbitri: | Stéphane Deraeve Swen Eichler Simon Todorovič |

|  |           |                                                                                                  |
|  | Marcatori | 4'12'’, 33'40'’ Marcelo 22'45'’, 36'31'’ A. Pereira 24'22'’ Pršić 29'28'’ Cámara 32'09'’ Hurtado |

### Gruppo C
| Squadra             | P.ti | G | V | N | P | GF | GS | DR  |
| ------------------- | ---- | - | - | - | - | -- | -- | --- |
| Vegakameratene      | 7    | 3 | 2 | 1 | 0 | 10 | 5  | +5  |
| Minerva             | 6    | 3 | 2 | 0 | 1 | 17 | 4  | +13 |
| Stella Rossa Vienna | 4    | 3 | 1 | 1 | 1 | 13 | 13 | 0   |
| Fırat Üniversitesi  | 0    | 3 | 0 | 0 | 3 | 7  | 25 | -18 |

| Arbitri: | Borut Šivic Zoran Bogdanov Goran Paradžik |

| |           |                         |
| Th. Klaussen 11'59'’ (rig.), 32'38'’ To. Klaussen 18'33'’ Ovesen 19'05'’ J. Klaussen 22'15'’ Høvik 29'21'’ | Marcatori | 18'51'’, 33'45'’ Yılmaz |

| Arbitri: | Barry Weijers Goran Paradžik Zoran Bogdanov |

|                                    |           | |
| Janković 12'07'’ Mihaljica 23'39'’ | Marcatori | 4'53'’ M. Leite 16'16'’ Machado 20'47'’ Carrasco 22'20'’ (aut.) Marinković 39'07'’ Balvis 39'27'’ Mezger |

| Arbitri: | Zoran Bogdanov Borut Šivic Barry Weijers |

|                |           |                                        |
| Balvis 29'34'’ | Marcatori | 9'20'’ J. Klaussen 25'43'’ L. Klaussen |

| Arbitri: | Goran Paradžik Barry Weijers Borut Šivic |

| |           |                                                                   |
| Barbić 8'51'’ Gager 12'49'’ Lalić 14'37'’ Janković 15'27'’, 36'27'’ Milutinović 25'52'’, 30'43'’ Kalav 33'33'’ (aut.) Paukner 39'59'’ | Marcatori | 1'06'’, 22'52'’ Güler 26'59'’, 34'21'’ (rig.) Ersöz 31'52'’ Kalav |

| Arbitri: | Barry Weijers Zoran Bogdanov Goran Paradžik |

|  |           | |
|  | Marcatori | 7'30'’, 10'41'’, 24'49'’ Mezger 10'10'’ Balvis 18'16'’, 25'19'’, 36'19'’ Carrasco 33'49'’ Machado 38'48'’ Veiga 39'57'’ Santona |

| Arbitri: | Borut Šivic Goran Paradžik Zoran Bogdanov |

|                                     |           |                       |
| Çoban 18'22'’ (aut.) Ovesen 29'30'’ | Marcatori | 1'32'’, 21'37'’ Doğan |

### Gruppo D
| Squadra        | P.ti | G | V | N | P | GF | GS | DR  |
| -------------- | ---- | - | - | - | - | -- | -- | --- |
| Tango Sarajevo | 6    | 2 | 2 | 0 | 0 | 18 | 3  | +15 |
| ASA Ben Gurion | 3    | 2 | 1 | 0 | 1 | 10 | 8  | +2  |
| Wrexham        | 0    | 2 | 0 | 0 | 2 | 0  | 17 | -17 |

| Arbitri: | Veljko Bošković Balázs Farkas Trajan Enčev |

|  |           | |
|  | Marcatori | 1'32'’, 2'34'’ Gušo 3'04'’, 11'48'’, 21'08'’ D. Novoselac 4'27'’, 19'25'’ Erić 12'07'’ Radmilović 13'10'’ (aut.) Maddison 16'04'’ (aut.) Allen |

| Arbitri: | Balázs Farkas Trajan Enčev Veljko Bošković |

| |           |                                       |
| Radmilović 3'23'’, 20'22'’ D. Novoselac 6'47'’, 28'10'’, 39'16'’ S. Novoselac 15'41'’ Erić 16'21'’ Gušo 36'53'’ | Marcatori | 1'22'’, 30'25'’ Shriki 23'56'’ Teboul |

| Arbitri: | Trajan Enčev Veljko Bošković Balázs Farkas |

|                                                                                   |           |  |
| Zisman 3'14'’ Shriki 4'30'’, 6'16'’, 20'48'’, 35'14'’ Vaser 18'59'’ Kalif 37'11'’ | Marcatori |  |

### Gruppo E
| Squadra         | P.ti | G | V | N | P | GF | GS | DR  |
| --------------- | ---- | - | - | - | - | -- | -- | --- |
| Grand Pro Varna | 9    | 3 | 3 | 0 | 0 | 17 | 0  | +17 |
| Železarec       | 6    | 3 | 2 | 0 | 1 | 17 | 4  | +13 |
| Encamp          | 3    | 3 | 1 | 0 | 2 | 12 | 18 | -6  |
| Shahumyan       | 0    | 3 | 0 | 0 | 3 | 5  | 29 | -24 |

| Arbitri: | Franco Cachia Lukáš Peško Septimiu Burtescu |

|                                                                 |           |                             |
| Agushi 5'33'’ Leveski 17'33'’ Petrović 20'18'’ Gligorov 39'38'’ | Marcatori | 5'12'’ Neira 20'56'’ Salvat |

| Arbitri: | Francisco Peña Diaz Septimiu Burtescu Lukáš Peško |

|                                                                                             |           |  |
| Jovanović 14'59'’, 21'15'’ Popchev 24'35'’ Kolev 32'20'’ D. Dimitrov 34'48'’ Kostić 37'17'’ | Marcatori |  |

| Arbitri: | Septimiu Burtescu Franco Cachia Francisco Peña Diaz |

|                           |           | |
| Jovanovski 36'57'’ (aut.) | Marcatori | 2'02'’, 15'18'’ Leveski 6'20'’ Krstevski 9'42'’, 17'03'’, 39'24'’ Agushi 13'29'’ Jovanovski 16'02'’ Ma. Todorovski 31'24'’ Petrovski 33'30'’ Rangotov 34'41'’ Micevski 34'53'’ Petrović 37'56'’ Ismaili |

| Arbitri: | Lukáš Peško Francisco Peña Diaz Franco Cachia |

| |           |  |
| Stanković 9'59'’, 23'51'’ Kosev 11'22'’ Kostić 13'34'’, 38'16'’ Jovanović 15'12'’, 29'20'’ (t.l.) H. Dimitrov 25'05'’, 31'20'’, 38'57'’ | Marcatori |  |

| Arbitri: | Franco Cachia Septimiu Burtescu Lukáš Peško |

| |           |                                                      |
| Ferreiro 4'20'’, 25'19'’ Cabinho 8'49'’, 35'28'’ Sargsyan 11'19'’ (aut.) Rojas 24'27'’, 37'38'’ Neira 25'53'’, 26'54'’ Salvat 32'16'’ | Marcatori | 22'04'’, 27'54'’, 39'51'’ Grigoryan 28'42'’ Sargsyan |

| Arbitri: | Francisco Peña Diaz Lukáš Peško Septimiu Burtescu |

|  |           |                     |
|  | Marcatori | 18'27'’ H. Dimitrov |

### Gruppo F
| Squadra      | P.ti | G | V | N | P | GF | GS | DR  |
| ------------ | ---- | - | - | - | - | -- | -- | --- |
| Viten        | 9    | 3 | 3 | 0 | 0 | 20 | 6  | +14 |
| Eden         | 4    | 3 | 1 | 1 | 1 | 7  | 7  | 0   |
| Göteborg     | 4    | 3 | 1 | 1 | 1 | 10 | 12 | -2  |
| PYF Saltires | 0    | 3 | 0 | 0 | 3 | 6  | 18 | -12 |

| Arbitri: | Epaminondas Stamoulis Damir Radović Mário Silva |

| |           |                             |
| Yates 1'51'’ (aut.) Lemeshko 3’, 21’, 32’ Likhach 8’ Černik 9’, 18’ Krykun 11’, ?’ Aleinikov 29’ Shilovski 32’ | Marcatori | 19'47'’ Bryce 35'26'’ Brand |

| Arbitri: | Abdallah Benazzi Mário Silva Damir Radović |

|                                          |           |                                                |
| Etéus 1'25'’ Asp 26'17'’, 38'59'’ (rig.) | Marcatori | 19'38'’ Robson 30'13'’ Bouznig 35'26'’ De Melo |

| Arbitri: | Mário Silva Epaminondas Stamoulis Abdallah Benazzi |

|                                    |           |                                             |
| Zanettin 18'09'’ Reginatto 37'25'’ | Marcatori | 25’, 33’ Aleinikov 33’ Krykun 34’ Shilovski |

| Arbitri: | Damir Radović Abdallah Benazzi Epaminondas Stamoulis |

|                                                                                              |           |                                                               |
| S. Ballingall 29'21'’ (aut.) Björk 31'06'’ L. Ekdahl 31'59'’ Magnusson 32'44'’ Etéus 35'38'’ | Marcatori | 1'51'’ Roberts 13'40'’, 23'28'’ Mackain 14'25'’ S. Ballingall |

| Arbitri: | Damir Radović Abdallah Benazzi Epaminondas Stamoulis |

|  |           |                                        |
|  | Marcatori | 19'05'’ Bouznig 25'52'’ (rig.) Cardoso |

| Arbitri: | Mário Silva Epaminondas Stamoulis Abdallah Benazzi |

|                                                       |           |                       |
| Savintsev 3’ Krykun 6’, 32’ Lemeshko 19’ Ageychik 28’ | Marcatori | 13’ Broberg 38’ Etéus |

### Gruppo G
| Squadra          | P.ti | G | V | N | P | GF | GS | DR  |
| ---------------- | ---- | - | - | - | - | -- | -- | --- |
| Hamburg Panthers | 7    | 3 | 2 | 1 | 0 | 16 | 6  | +10 |
| Hibernians       | 4    | 3 | 1 | 1 | 1 | 7  | 11 | -4  |
| JB Gentofte      | 3    | 3 | 1 | 0 | 2 | 8  | 12 | -4  |
| Ilves            | 2    | 3 | 0 | 2 | 1 | 6  | 8  | -2  |

| Arbitri: | Vladimir Kadykov Radek Venc Tomasz Frak |

| |           |                                            |
| Labiadh 5'36'’, 23'37'’, 33'39'’ Meyer 12'19'’ Gerasimov 32'50'’ (aut.) Mahrt 38'20'’ De la Cuesta 38'50'’ (rig.) | Marcatori | 2'34'’ (aut.) Meyer 17'43'’ (aut.) Khalili |

| Arbitri: | Gavin Sartain Tomasz Frak Radek Venc |

|                          |           |                                                              |
| Majamaa 10'20'’, 29'30'’ | Marcatori | 15'21'’, 18'47'’, 39'55'’ Carracedo 39'00'’ Espinosa Estévez |

| Arbitri: | Radek Venc Vladimir Kadykov Gavin Sartain |

|                            |           |                                                                                             |
| Carracedo 19'35'’, 30'02'’ | Marcatori | 2'29'’, 27'29'’, 39'19'’ Labiadh 10'17'’ Khalili 28'24'’ Ulusoy 31'34'’ Mahrt 31'54'’ Meyer |

| Arbitri: | Tomasz Frak Gavin Sartain Vladimir Kadykov |

|                                  |           |                            |
| Stenholm 3'58'’ Lahtinen 25'45'’ | Marcatori | 16'03'’, 19'35'’ Bo. Marev |

| Arbitri: | Radek Venc Vladimir Kadykov Tomasz Frak |

|                                                       |           |                                            |
| Bo. Marev 0'33'’ Gerasimov 15'26'’ Bobokhidze 36'48'’ | Marcatori | 28'20'’ Jørgensen 35'26'’ Espinosa Estévez |

| Arbitri: | Gavin Sartain Tomasz Frak Vladimir Kadykov |

|                                 |           |                                 |
| Labiadh 13'56'’ H. Eren 17'17'’ | Marcatori | 25'45'’ Laitinen 24'16'’ Similä |

### Gruppo H
| Squadra           | P.ti | G | V | N | P | GF | GS | DR |
| ----------------- | ---- | - | - | - | - | -- | -- | -- |
| Athina 90         | 6    | 2 | 2 | 0 | 0 | 12 | 4  | +8 |
| Víkingur Ólafsvík | 3    | 2 | 1 | 0 | 1 | 10 | 13 | -3 |
| Anži Tallinn      | 0    | 2 | 0 | 0 | 2 | 9  | 14 | -5 |

| Arbitri: | Toni Lehtinen Kamil Çetin Marjan Markoski |

| |           | |
| Torres 3'30'’ Birgisson 10'35'’, 17'48'’ (rig.) Espinosa Mossi 19'16'’, 26'47'’, 36'02'’ Kristmundsson 30'13'’ Masić 38'45'’ | Marcatori | 0'20'’, 36'54'’ Matvejevs 4'26'’ Jermilins 6'48'’ Kirilov 11'38'’ Kušnir 22'20'’ Merkurjev 39'15'’ Kostin |

| Arbitri: | Kamil Çetin Marjan Markoski Toni Lehtinen |

|                                |           | |
| Kušnir 14'52'’ Kulikov 24'49'’ | Marcatori | 10'16'’ Bousmpouras 12'56'’ Papadopoulos 15'58'’ Artinos 20'38'’, 29'27'’ Papaefstratiou 25'45'’ Iliadis |

| Arbitri: | Marjan Markoski Toni Lehtinen Kamil Çetin |

| |           |                                  |
| Bousmpouras 10'02'’ Iliadis 20'31'’, 29'51'’ Artinos 22'55'’ Papadopoulos 35'27'’ Papaefstratiou 39'15'’ | Marcatori | 18'18'’ Magnússon 39'32'’ Torres |

## Turno principale

### Gruppo 1
| Squadra          | P.ti | G | V | N | P | GF | GS | DR  |
| ---------------- | ---- | - | - | - | - | -- | -- | --- |
| Viten            | 7    | 3 | 2 | 1 | 0 | 12 | 6  | +6  |
| Slov-Matic FOFO  | 6    | 3 | 2 | 0 | 1 | 20 | 7  | +13 |
| Nikars           | 4    | 3 | 1 | 1 | 1 | 10 | 9  | +1  |
| Hamburg Panthers | 0    | 3 | 0 | 0 | 3 | 4  | 24 | -20 |

| Arbitri: | Bekim Zogaj Kalin Kinov Gerald Bauernfeind |

| |           |               |
| Rafaj 1'49'’, 11'34'’, 21'48'’ Drahovský 3'53'’, 36'20'’ Haľko 6'09'’, 10'31'’ Kozár 19'32'’ Mikita 21'24'’ Fehervári 28'25'’ Kyjovský 29'37'’ Rejžek 33'46'’ Brunovský 35'14'’ Rick 36'37'’ | Marcatori | 26'21'’ Mahrt |

| Arbitri: | Elçin Səmədli Gerald Bauernfeind Kalin Kinov |

|                                                      |           |                             |
| Zé Maria 0'40'’ Krykun 24'54'’ (aut.) Jardel 38'52'’ | Marcatori | 5’ Krykun 6’, 30’ Shilovski |

| Arbitri: | Gerald Bauernfeind Bekim Zogaj Elçin Səmədli |

|                                               |           |                                |
| Shilovski 17’ (rig.) Aleinikov 18’ Černik 35’ | Marcatori | 11'33'’ Rafaj 19'12'’ Bartošek |

| Arbitri: | Kalin Kinov Elçin Səmədli Bekim Zogaj |

|                                                 |           |                                  |
| Avanesovs 4'07'’, 29'32'’, 30'49'’ Vevé 17'14'’ | Marcatori | 30'15'’ Lindener 34'27'’ Labiadh |

| Arbitri: | Gerald Bauernfeind Elçin Səmədli Kalin Kinov |

|             |           |                                                                             |
| Örün 6'29'’ | Marcatori | 10’ Fedorinchik 14’, 24’ Lemeshko 36’ Savintsev 38’ Skvarchevski 39’ Yuraga |

| Arbitri: | Bekim Zogaj Kalin Kinov Elçin Səmədli |

|                                                          |           |                                                          |
| Bartošek 2'14'’ Rafaj 16'34'’ Haľko 17'03'’ Rick 31'03'’ | Marcatori | 13'11'’ Avanesovs 13'36'’ Vevé 14'19'’ (aut.) Gašparovič |

### Gruppo 2
| Squadra         | P.ti | G | V | N | P | GF | GS | DR  |
| --------------- | ---- | - | - | - | - | -- | -- | --- |
| Győri ETO       | 9    | 3 | 3 | 0 | 0 | 12 | 3  | +9  |
| Tango Sarajevo  | 4    | 3 | 1 | 1 | 1 | 10 | 8  | +2  |
| Iberia Star     | 4    | 3 | 1 | 1 | 1 | 3  | 4  | -1  |
| Grand Pro Varna | 0    | 3 | 0 | 0 | 3 | 5  | 15 | -10 |

| Arbitri: | Cédric Pelissier Ozan Soykan Timo Onatsu |

|                                   |           |                   |
| Todua 30'54'’ Jvarashvili 33'53'’ | Marcatori | 38'35'’ Stanković |

| Arbitri: | Marian Gal Timo Onatsu Ozan Soykan |

|                                                                |           |                            |
| Dróth 14'03'’ Aguiar 17'54'’, 18'23'’ Džuderija 18'48'’ (aut.) | Marcatori | 12'18'’ Jusić 39'50'’ Erić |

| Győr 2 ottobre 2013, ore 16:30 CEST | Tango Sarajevo                          | 0 – 0 (0-0) referto | Iberia Star | Magvassy Mihály Sportcsarnok\| Arbitri: \| Ozan Soykan Marian Gal Cédric Pelissier \| |
| Arbitri:                            | Ozan Soykan Marian Gal Cédric Pelissier |                     |             |                                                                                       |

| Arbitri: | Timo Onatsu Cédric Pelissier Marian Gal |

|                                                                          |           |  |
| Dróth 2'29'’ Alvarito 16'13'’, 23'29'’ Carlitos 17'46'’ Harnisch 28'12'’ | Marcatori |  |

| Arbitri: | Ozan Soykan Cédric Pelissier Marian Gal |

|                                                                                   |           |                                                                                                   |
| Stanković 30'49'’ Jovanović 31'21'’ Radmilović 34'14'’ (aut.) H. Dimitrov 39'44'’ | Marcatori | 5'49'’ Bunar 18'55'’, 28'16'’, 39'16'’ Jusić 21'01'’, 23'31'’, 25'53'’ Radmilović 22'28'’ Sipović |

| Arbitri: | Timo Onatsu Marian Gal Cédric Pelissier |

|               |           |                                                       |
| Todua 29'28'’ | Marcatori | 32'28'’ (aut.) Dzabiradze 36'16'’ Lódi 39'02'’ Aguiar |

### Gruppo 3
| Squadra           | P.ti | G | V | N | P | GF | GS | DR |
| ----------------- | ---- | - | - | - | - | -- | -- | -- |
| Tulpar            | 5    | 3 | 1 | 2 | 0 | 10 | 5  | +5 |
| Lokomotyv Charkiv | 4    | 3 | 1 | 1 | 1 | 10 | 9  | +1 |
| Marca             | 4    | 3 | 1 | 1 | 1 | 7  | 6  | +1 |
| Sporting Parigi   | 3    | 3 | 1 | 0 | 2 | 7  | 14 | -7 |

| Arbitri: | Josip Barton Arsen Nonikashvili Vitali Rakutski |

|                                                                    |           |  |
| Robledo 0'55'’ Bertoni 19'24'’ Chimanguinho 30'45'’ Leitão 34'21'’ | Marcatori |  |

| Arbitri: | Sebastian Stawicki Vitali Rakutski Arsen Nonikashvili |

|                                      |           |                                     |
| Bilocerkivec' 10'33'’ Kameko 24'30'’ | Marcatori | 11'09'’ Graciano 25'01'’ Esenamanov |

| Arbitri: | Josip Barton Vitali Rakutski Sebastian Stawicki |

|                                        |           |                                     |
| Alex Maranhão 35'16'’ Graciano 39'59'’ | Marcatori | 6'33'’ Chimanguinho 19'47'’ Bertoni |

| Arbitri: | Arsen Nonikashvili Sebastian Stawick Vitali Rakutski |

|                                                                  |           |                                                                    |
| Kisel'ov 15'00'’ Žurba 17'27'’ Špyhar 35'16'’ D. Sorokin 35'46'’ | Marcatori | 16'11'’, 21'06'’, 22'30'’, 33'50'’, 37'41'’ Betinho 37'30'’ Rondón |

| Arbitri: | Vitali Rakutski Arsen Nonikashvili Josip Barton |

|                 |           |                                                                                             |
| Betinho 22'24'’ | Marcatori | 4'23'’ Thales 6'09'’ Graciano 11'58'’ Nurǵojın 34'51'’ Dovgan 37'52'’ Sidney 39'48'’ Perşin |

| Arbitri: | Sebastian Stawicki Josip Barton Arsen Nonikashvili |

|                           |           |                                                           |
| Fedorčenko 36'18'’ (aut.) | Marcatori | 9'19'’ Kameko 16'00'’ D. Sorokin 36'51'’, 39'14'’ Ivanjak |

### Gruppo 4
| Squadra          | P.ti | G | V | N | P | GF | GS | DR  |
| ---------------- | ---- | - | - | - | - | -- | -- | --- |
| Era-Pack Chrudim | 7    | 3 | 2 | 1 | 0 | 13 | 7  | +6  |
| Litija           | 6    | 3 | 2 | 0 | 1 | 13 | 8  | +5  |
| Baku United      | 4    | 3 | 1 | 1 | 1 | 6  | 6  | 0   |
| Omonia           | 0    | 3 | 0 | 0 | 3 | 1  | 12 | -11 |

| Arbitri: | Fredric Nilholt Jacky Subocz Aleksandrs Golubevs |

|                                              |           |                                                 |
| Dentinho 3'56'’ Max 16'53'’ R. Mareš 27'28'’ | Marcatori | 11'38'’ Fərzəliyev 15'24'’ Muñoz 28'12'’ Cámara |

| Arbitri: | Ivan Šabanov Aleksandrs Golubevs Jacky Subocz |

|                 |           |                                                                                    |
| Ioannou 14'09'’ | Marcatori | 3'49'’, 35'41'’ Osredkar 18'34'’, 39'31'’ Pantič 36'41'’ Pertič 38'50'’ Simeunović |

| Arbitri: | Jacky Subocz Ivan Šabanov Fredric Nilholt |

|                                                       |           |                                                                         |
| Vrhovec 11'05'’ Pertič 25'19'’ Ručna 34'40'’, 39'56'’ | Marcatori | 5'39'’ R. Mareš 8'10'’, 38'31'’ Rešetár 17'39'’ Max 27'06'’ Douglas Jr. |

| Arbitri: | Aleksandrs Golubevs Fredric Nilholt Ivan Šabanov |

|  |           |                 |
|  | Marcatori | 33'29'’ Marcelo |

| Arbitri: | Ivan Šabanov Aleksandrs Golubevs Jacky Subocz |

|                                      |           |                                      |
| Simič 13'51'’ (aut.) Hurtado 14'40'’ | Marcatori | 1'27'’, 21'41'’ Simič 36'15'’ Pertič |

| Arbitri: | Fredric Nilholt Jacky Subocz Aleksandrs Golubevs |

|                                                                               |           |  |
| Douglas Jr. 5'28'’ Dentinho 15'25'’ Slováček 32'34'’ Rešetár 38'05'’, 39'36'’ | Marcatori |  |

### Gruppo 5
| Squadra           | P.ti | G | V | N | P | GF | GS | DR  |
| ----------------- | ---- | - | - | - | - | -- | -- | --- |
| Ekonomac          | 9    | 3 | 3 | 0 | 0 | 15 | 3  | +12 |
| Eindhoven         | 6    | 3 | 2 | 0 | 1 | 9  | 10 | -1  |
| Nacional Zagabria | 3    | 3 | 1 | 0 | 2 | 7  | 9  | -2  |
| Vegakameratene    | 0    | 3 | 0 | 0 | 3 | 1  | 10 | -9  |

| Arbitri: | Marc Birkett Aleksandras Sliva Admir Zahovič |

|                                                      |           |                     |
| Kocić 9'04'’, 31'59'’ Fetić 23'07'’ Surudžić 28'34'’ | Marcatori | 11'29'’ Kor. Morina |

| Arbitri: | Costas Nicolaou Admir Zahovič Aleksandras Sliva |

|                                     |           |  |
| Bali 25'17'’, 29'22'’ Koçak 39'18'’ | Marcatori |  |

| Arbitri: | Admir Zahovič Marc Birkett Costas Nicolaou |

|                                                                    |           |                |
| D. Souza 13'55'’ Rajčević 14'16'’, 15'07'’, 35'38'’ Janjić 18'18'’ | Marcatori | 27'51'’ Ovesen |

| Arbitri: | Aleksandras Sliva Costas Nicolaou Marc Birkett |

|                                                  |           |                                                           |
| Kovac 19'16'’, 28'27'’ Leskovar 28'13'’, 37'26'’ | Marcatori | 13'01'’, 24'18'’, 35'02'’ El Attabi 25'00'’, 30'16'’ Bali |

| Arbitri: | Aleksandras Sliva Admir Zahovič Costas Nicolaou |

|  |           |                              |
|  | Marcatori | 27'22'’ Drndić 34'10'’ Kovac |

| Arbitri: | Marc Birkett Costas Nicolaou Admir Zahovič |

|                     |           |                                                                                        |
| El Ghannouti 9'21'’ | Marcatori | 2'35'’ Fetić 8'05'’, 18'54'’ D. Souza 17'05'’ Surudžić 27'23'’ Janjić 31'01'’ Rajčević |

### Gruppo 6
| Squadra       | P.ti | G | V | N | P | GF | GS | DR  |
| ------------- | ---- | - | - | - | - | -- | -- | --- |
| Araz Naxçıvan | 7    | 3 | 2 | 1 | 0 | 11 | 5  | +6  |
| City'us TM    | 5    | 3 | 1 | 2 | 0 | 16 | 15 | +1  |
| Châtelineau   | 4    | 3 | 1 | 1 | 1 | 14 | 10 | +4  |
| Athina 90     | 0    | 3 | 0 | 0 | 3 | 8  | 19 | -11 |

| Arbitri: | Andrej Topić Dragan Skakić Slawomir Steczko |

|                                                                         |           |                      |
| Fabiano 5'38'’ Amadeu 7'21'’ Borisov 11'46'’, 39'36'’ Biro Jade 30'41'’ | Marcatori | 7'42'’ Mourdoukoutas |

| Arbitri: | Gábor Kovács Slawomir Steczko Dragan Skakić |

|                                                                                                  |           |                                                                                |
| F. Csoma 17'25'’ Gherman 17'53'’ (rig.) Stoica 18'26'’, 23'04'’ Al-Ioani 25'13'’, 38'32'’ (rig.) | Marcatori | 1'01'’, 1'32'’ Rahou 10'45'’, 18'11'’ Chaïbaï 13'48'’ Dujacquier 19'09'’ Liliu |

| Arbitri: | Dragan Skakić Andrej Topić Gábor Kovács |

|               |           |                                                 |
| Rahou 16'54'’ | Marcatori | 13'28'’ Perić 29'17'’ Fabiano 37'24'’ Biro Jade |

| Arbitri: | Slawomir Steczko Gábor Kovács Andrej Topić |

| |           |                                                                                           |
| Gherman 8'39'’, 19'39'’, 29'17'’ (rig.) Stoica 10'36'’ (rig.) Covaci 16'12'’, 22'34'’ F. Csoma 37'05'’ | Marcatori | 2'52'’ Begaj 6'08'’ Ntarlas 13'08'’ Ziakas 30'48'’, 36'57'’ Mourdoukoutas 35'33'’ Artinos |

| Arbitri: | Dragan Skakić Slawomir Steczko Andrej Topić |

|                       |           |                                                                                        |
| Mourdoukoutas 19'30'’ | Marcatori | 8'55'’, 8'02'’ Vanderlei 15'34'’, 34'19'’ Rahou 26'28'’ Liliu 33'02'’, 38'15'’ Chaïbaï |

| Arbitri: | Gábor Kovács Andrej Topić Slawomir Steczko |

|                                              |           |                                                      |
| Fabiano 10'24'’ Borisov 14'40'’ Davi 21'17'’ | Marcatori | 15'15'’ Daniel 16'41'’ (rig.) Gherman 19'07'’ Stoica |

## Turno élite

### Girone A
| Squadra           | P.ti | G | V | N | P | GF | GS | DR  |
| ----------------- | ---- | - | - | - | - | -- | -- | --- |
| Barcellona        | 9    | 3 | 3 | 0 | 0 | 20 | 3  | +17 |
| Lokomotyv Charkiv | 6    | 3 | 2 | 0 | 1 | 7  | 8  | -1  |
| Era-Pack Chrudim  | 3    | 3 | 1 | 0 | 2 | 12 | 8  | +4  |
| City'us TM        | 0    | 3 | 0 | 0 | 3 | 2  | 22 | -20 |

| Arbitri: | Borut Šivic Stephan Kammerer Timo Onatsu |

|                                                                                                |           |                      |
| Torrás 9'30'’ Aicardo 16'31'’ Kameko 25'29'’ (aut.) Lin 26'00'’ Fernandão 31'15'’ Igor 38'52'’ | Marcatori | 1'28'’ Bilocerkivec' |

| Arbitri: | Eduardo Coelho Timo Onatsu Borut Šivic |

| |           |                  |
| Max 3'01'’, 34'20'’ Stoica 6'20'’ (aut.) R. Mareš 12'25'’ Rešetár 22'40'’, 32'46'’ Douglas Jr. 23'48'’ Deyvisson 34'04'’ Chmelík 37'53'’ | Marcatori | 32'21'’ F. Csoma |

| Arbitri: | Timo Onatsu Eduardo Coelho Stephan Kammerer |

|                |           | |
| Covaci 38'10'’ | Marcatori | 1'07'’, 30'26'’ Igor 3'26'’, 7'27'’, 29'16'’ (rig.), 36'23'’ Wilde 9'31'’, 32'58'’ Fernandão 25'30'’ Lin 30'45'’ Aicardo |

| Arbitri: | Stephan Kammerer Borut Šivic Eduardo Coelho |

|                                       |           |                                                |
| Deyvisson 12'54'’ Douglas Jr. 39'44'’ | Marcatori | 8'30'’ Bilocerkivec' 20'11'’, 38'10'’ Kisel'ov |

| Arbitri: | Borut Šivic Timo Onatsu Eduardo Coelho |

|                                             |           |  |
| J. Kločko 15'33'’, 21'57'’ Kisel'ov 28'07'’ | Marcatori |  |

| Arbitri: | Stephan Kammerer Eduardo Coelho Borut Šivic |

|                                                      |           |             |
| Wilde 2'10'’ Fernandão 10'38'’, 12'01'’ Igor 36'00'’ | Marcatori | 30'16'’ Max |

### Girone B
| Squadra         | P.ti | G | V | N | P | GF | GS | DR  |
| --------------- | ---- | - | - | - | - | -- | -- | --- |
| Dinamo Mosca    | 9    | 3 | 3 | 0 | 0 | 18 | 3  | +15 |
| Ekonomac        | 6    | 3 | 2 | 0 | 1 | 8  | 9  | -1  |
| Slov-Matic FOFO | 3    | 3 | 1 | 0 | 2 | 7  | 14 | -7  |
| Litija          | 0    | 3 | 0 | 0 | 3 | 7  | 14 | -7  |

| Arbitri: | Balázs Farkas Gerald Bauernfeind Petros Panayides |

| |           |                  |
| Cirilo 6'43'’ Sučilin 10'04'’ Fernandinho 21'26'’, 23'09'’, 39'38'’ Sergeev 33'29'’ Rachimov 38'38'’ | Marcatori | 32'15'’ Kyjovský |

| Arbitri: | Fernando Gutiérrez Petros Panayides Gerald Bauernfeind |

|                                   |           |                                                               |
| Pertič 2'33'’ I. Osredkar 25'46'’ | Marcatori | 5'44'’, 21'42'’ Rajčević 9'02'’ Surudžić 40'00'’ Aksentijević |

| Arbitri: | Gerald Bauernfeind Fernando Gutiérrez Balázs Farkas |

|  |           |                                                                              |
|  | Marcatori | 15'11'’ Fukin 28'02'’ Cirilo 30'51'’ Fernandinho 35'55'’ Rômulo 39'43'’ Pula |

| Arbitri: | Petros Panayides Balázs Farkas Fernando Gutiérrez |

|                                                    |           |                                                     |
| I. Osredkar 18'51'’ Pertič 27'40'’ Vrhovec 35'10'’ | Marcatori | 12'06'’ Kyjovský 17'45'’, 29'05'’, 39'37'’ Bartošek |

| Arbitri: | Fernando Gutiérrez Gerald Bauernfeind Balázs Farkas |

|                                 |           |                                                    |
| Mikita 32'00'’ Bartošek 39'15'’ | Marcatori | 1'14'’, 29'47'’ Rajčević 25'13'’, 31'08'’ D. Souza |

| Arbitri: | Petros Panayides Balázs Farkas Gerald Bauernfeind |

|                                                                                       |           |                              |
| Fernandinho 16'25'’ Sučilin 20'16'’, 24'09'’ Rômulo 21'13'’ Tatú 38'53'’ Pula 39'11'’ | Marcatori | 17'01'’ Simič 22'21'’ Pertič |

### Girone C
| Squadra        | P.ti | G | V | N | P | GF | GS | DR  |
| -------------- | ---- | - | - | - | - | -- | -- | --- |
| Qairat         | 9    | 3 | 3 | 0 | 0 | 25 | 1  | +24 |
| Tulpar         | 6    | 3 | 2 | 0 | 1 | 13 | 12 | +1  |
| Viten          | 1    | 3 | 0 | 1 | 2 | 6  | 17 | -11 |
| Tango Sarajevo | 1    | 3 | 0 | 1 | 2 | 7  | 21 | -14 |

| Arbitri: | Oleh Ivanov Ondřej Černý Bogdan Sorescu |

| |           |                                   |
| Esenamanov 1'06'’, 22'09'’, 24'41'’ Dovgan 10'25'’ Graciano 13'43'’, 33'32'’ Alex Maranhão 21'44'’ Thales 35'54'’ | Marcatori | 9'13'’, 19'43'’ Erić 11'12'’ Gušo |

| Arbitri: | Ivan Šabanov Bogdan Sorescu Ondřej Černý |

| |           |  |
| Betão 4'14'’ Fumaça 15'00'’, 38'33'’ Léo Jaraguá 18'08'’, 23'52'’, 24'27'’ Santana 20'24'’, 27'41'’ Pengrin 38'49'’ | Marcatori |  |

| Arbitri: | Ondřej Černý Ivan Šabanov Oleh Ivanov |

|                    |           |                                                               |
| Shilovski 11’, 25’ | Marcatori | 8'14'’ Nurǵojın 8'35'’ Dovgan 11'50'’ Thales 12'56'’ Graciano |

| Arbitri: | Bogdan Sorescu Oleh Ivanov Ivan Šabanov |

| |           |  |
| Pintinho 9'49'’ Betão 13'37'’ Léo Jaraguá 15'49'’ (rig.), 37'30'’ Santana 16'01'’ Pengrin 21'29'’ Baron 23'50'’ Fumaça 32'52'’ Jamanqulov 36'00'’ | Marcatori |  |

| Arbitri: | Bogdan Sorescu Ondřej Černý Oleh Ivanov |

|                                                 |           |                                         |
| Radmilović 2'56'’, 9'15'’, 36'36'’ Gušo 33'43'’ | Marcatori | 4’, 34’ Krykun 13’ Černik 18’ Aleinikov |

| Arbitri: | Ivan Šabanov Oleh Ivanov Bogdan Sorescu |

|                       |           | |
| Alex Maranhão 37'26'’ | Marcatori | 12'16'’ Léo Jaraguá 16'44'’ Pintinho 18'40'’ (aut.) Sidney 28'47'’ Santana 35'51'’ Fumaça 38'08'’ Jamanqulov 39'26'’ Joan |

### Girone D
| Squadra          | P.ti | G | V | N | P | GF | GS | DR  |
| ---------------- | ---- | - | - | - | - | -- | -- | --- |
| Araz Naxçıvan    | 9    | 3 | 3 | 0 | 0 | 17 | 6  | +11 |
| Sporting Lisbona | 6    | 3 | 2 | 0 | 1 | 15 | 8  | +7  |
| Győri ETO        | 3    | 3 | 1 | 0 | 2 | 8  | 13 | -5  |
| Eindhoven        | 0    | 3 | 0 | 0 | 3 | 6  | 19 | -13 |

| Arbitri: | Marc Birkett Saša Tomić Alessandro Malfer |

|                                                                                            |           |                                                       |
| Augusto 5'22'’ Borges 7'00'’ Lira 11'37'’ Biro Jade 24'07'’ Borisov 30'15'’ Amadeu 34'30'’ | Marcatori | 9'43'’ Bali 10'40'’ El Attabi 31'15'’ (aut.) Qəmbərov |

| Arbitri: | Alessandro Malfer Pascal Lemal Saša Tomić |

|                                                                                  |           |                  |
| Marcelinho 4'42'’ Cary 10'51'’ Divanei 14'01'’ Alex 24'38'’, 33'44'’ Deo 36'09'’ | Marcatori | 31'01'’ Harnisch |

| Arbitri: | Alessandro Malfer Marc Birkett Pascal Lemal |

|  |           |                                                                        |
|  | Marcatori | 1'16'’ Davi 25'31'’ F. Ribeiro 26'18'’, 38'09'’ Fabiano 36'00'’ Amadeu |

| Arbitri: | Saša Tomić Pascal Lemal Marc Birkett |

|                                                                                  |           |               |
| Divanei 5'53'’, 20'05'’ Deo 16'21'’ Caio 19'09'’ Alex 22'02'’ Marcelinho 31'20'’ | Marcatori | 26'41'’ Koçak |

| Arbitri: | Marc Birkett Pascal Lemal Saša Tomić |

|                                         |           |                                                                                              |
| Van den Akker 27'22'’ El Attabi 38'38'’ | Marcatori | 7'32'’, 8'18'’, 8'51'’ Dróth 11'33'’ Alvarito 12'39'’ Bognár 25'06'’ Carlitos 28'54'’ Aguiar |

| Arbitri: | Alessandro Malfer Saša Tomić Pascal Lemal |

|                                                                                     |           |                                          |
| Fabiano 11'18'’, 37'56'’, 39'17'’ Borisov 13'32'’ Amadeu 21'56'’ F. Ribeiro 25'13'’ | Marcatori | 11'44'’ Divanei 22'16'’ Deo 35'26'’ Alex |

## Fase finale

### Semifinali
| Arbitri: | Marc Birkett Borut Šivic Eduardo Coelho |
| Crono:   | Elçin Səmədli                           |

|               |           |                                   |
| Baron 30'37'’ | Marcatori | 24'35'’ Nando 38'21'’ Fernandinho |

| Arbitri: | Alessandro Malfer Eduardo Coelho Borut Šivic |
| Crono:   | Elçin Səmədli                                |

|                                                           |                      |                                                     |
| Lira 2'15'’ Fabiano 27'02'’ Foglia 39'44'’ Amadeu 48'28'’ | Marcatori            | 11'20'’ Igor 21'31'’, 26'41'’ Aicardo 45'51'’ Dyego |
| Fabiano Amadeu Rafael Davi                                | Tiri di rigore 2 – 4 | Wilde Lin Saad Lozano Torrás                        |

### Finale 3º posto
| Arbitri: | Marc Birkett Borut Šivic Eduardo Coelho |
| Crono:   | Elçin Səmədli                           |

|                                                    |           |                                                                                       |
| Baron 15'30'’ Fumaça 17'12'’, 33'47'’ Café 29'32'’ | Marcatori | 26'45'’ Amadeu 27'37'’, 31'34'’ Foglia 36'17'’ Fabiano 38'03'’ Augusto 38'56'’ Borges |

### Finale
| Arbitri: | Eduardo Coelho Alessandro Malfer Marc Birkett |
| Crono:   | Elçin Səmədli                                 |

|                            |           |                                                                               |
| Rômulo 0'37'’ Tatú 32'48'’ | Marcatori | 22'23'’ G. Dias 29'04'’ Dyego 40'29'’ Fernandão 49'40'’ Lozano 49'50'’ Sedano |